# Берзон Інна Соломонівна
Інна Соломонівна Берзон (березень 1914, Біла Церква — 1974, Москва) — радянська геофізикиня-сейсморозвідниця і сейсмологиня, доктор фізико-математичних наук, професорка.

## Біографія
Народилася у Білій Церкві Київської губернії Російської імперії у березні 1914 року. Закінчила Дніпропетровський гірничий інститут.
1936 року в українській нафтовій експедиції познайомилася з Р. А. Гамбурцевим, який приїхав консультувати сейсмічну групу. Ця зустріч визначили вибір її професії — сейсмічна розвідка.
З 1938 року працювала в лабораторії сейсморозвідки Інституту теоретичної геофізики АН СРСР, створеної Григорієм Гамбурцевим, з 1955 року завідувач лабораторії.
У 1938 році експериментально встановила можливість простеження годографів поперечних та обмінних відбитих хвиль.
Доктор фізико-математичних наук (1957).

## Сім'я
Чоловік — Іван Петрович Пасічник, лауреат Ленінської премії, доктор фізико-математичних наук, професор. Син — Віктор Іванович Пасічник, доктор фізико-математичних наук, професор.